# Soubakaniédougou (departamento)
Soubakaniédougou é um departamento ou comuna da província de Comoé no Burkina Faso. A sua capital é a cidade de Soubakaniédougou.
Em 1 de julho de 2018 tinha uma população estimada em 42608 habitantes.